# Lucienne Leroux
Pour les articles homonymes, voir Leroux.
Lucienne Leroux, née le 20 juillet 1903 à Paris, où elle est morte le 19 octobre 1981, est une peintre française.

## Biographie
Née le 20 juillet 1903 à Paris, Lucienne Leroux est la fille d'Auguste Leroux et la sœur de Madeleine et André Leroux.
Lucienne Leroux est l'élève de Ferdinand Humbert. Paysagiste et peintre de nus dans la tradition, on lui doit aussi une étude pour un plafond d'Opéra, dans le style italianisant. En 1924, elle expose au Salon des artistes français à Paris. L'année suivante, elle obtient une médaille d'argent au Salon des artistes français. Elle participe au prix de Rome en 1926, recevant une mention très honorable pour Nymphe endormie sous le regard du dieu Pan. L'année suivante, elle remporte le Premier Prix Roux à l'Institut de France. En 1929, elle obtient le prix Eugène-Thirion. En 1931, elle enseigne à Dijon. En 1935, elle est pensionnaire de la Casa de Velázquez,. En 1937, elle obtient une médaille d'argent à l'Exposition internationale.
Morte en 1981, son atelier est dispersé par Mes Millon et Robert, à Paris en 1995, en 2000 par Mes Berlinghi et Lucien à Nogent-sur-Marne, et en 2001 par Me Chochon à Paris.